# Kings of Convenience
Kings of Convenience és un duo indie folk-pop de Bergen (Noruega). Els seus components són Erlend Øye i Eirik Glambek Bøe. El grup és conegut per les seves melodies delicades, veus tranquil·les i acompanyaments complexes de guitarra. Tant Øye com Bøe són compositors i cantants de les pròpies cançons.

## Història
Tant Erlend Øye com Erik Glambek Bøe van néixer el 1975 a Bergen i eren companys d'escola.Després d'actuar amb força èxit en diversos festivals de música europeus l'estiu de 1999, el duet va signar per la discogràfica estatunidenca Kindercore per enregistrar el seu àlbum de debut la primavera següent. Quiet is the New Loud va ser editat el 2001 per Astralwerks. El disc contenia les mateixes cançons que l'editat per Kindercore però canviades d'ordre i amb algun petit canvi.
El mateix any va sortir el disc Versus, amb remixos d'artistes tan diferents com Ladytron, David Whitaker, Royksöpp i Four Tet.
Després d'una aturada de tres anys en la que Øye va enregistrar el disc Unrest en solitari i va adquirir renom com a DJ d'electrònica, mentre Bøe acabava els estudis de psicologia, el duet es va retrobar per enregistrar l'excel·lent Riot on an Empty Street.
Després d'una nova aturada de cinc anys i algun rumor de ruptura, van reaparèixer en una sèrie de concerts durant 2007 i 2008. El 2009 va sortir l'àlbum Declaration of Dependence, ple de cançons escrites durant l'aturada i amb el mateix segell sonor de sempre.

## Discografia

### Àlbums
- Quiet is the New Loud (2001)
- Versus (2001)
- Riot on an Empty Street (2004)
- Declaration of Dependence (2009)

### EPs
- Magic in the Air (Edició Limitada, inclou un cover de "Manhattan Skyline" dels A-ha) (2001)
- Playing Live in a Room (2000)
- Kings of Convenience's Live Acoustic Sessions - Milan 2009 (2010)

### Singles
- Brave New World (1999)
- Failure (1999)
- Toxic Girl (1999)
- Failure (reedició, 2001)
- Toxic Girl (reedició, 2001)
- Winning a Battle, Loosing a War (2001)
- Misread (2004)
- I'd Rather Dance with You (2004)
- Know How (2005)
- Mrs. Cold (2009)
- Boat Behind (2009)